# Peckoltia
Peckoltia és un gènere de peixos de la família dels loricàrids i de l'ordre dels siluriformes.

## Distribució geogràfica
Es troba des de la conca nord del riu Amazones fins a la Guaiana Francesa, incloent-hi els rius Essequibo i Orinoco.

## Taxonomia
- Peckoltia arenaria (Eigenmann & Allen, 1942)[3]
- Peckoltia bachi (Boulenger, 1898)
- Peckoltia braueri (Eigenmann, 1912)
- Peckoltia brevis (La Monte, 1935)
- Peckoltia caenosa (Armbruster, 2008)[4]
- Peckoltia cavatica (Armbruster & Werneke, 2005)[5]
- Peckoltia filicaudata (Miranda Ribeiro, 1917)
- Peckoltia furcata (Fowler, 1940)[6]
- Peckoltia kuhlmanni (Miranda Ribeiro, 1920)
- Peckoltia lineola (Armbruster, 2008)[4]
- Peckoltia oligospila (Günther, 1864)
- Peckoltia sabaji (Armbruster, 2003)[7]
- Peckoltia snethlageae (Steindachner, 1911)[8]
- Peckoltia ucayalensis (Fowler, 1940)[6]
- Peckoltia vermiculata (Steindachner, 1908)
- Peckoltia vittata (Steindachner, 1881)
- Peckoltia yaravi (Steindachner, 1915)[9][10][11][12][13][14][15]